# 穿心柃
穿心柃（学名：Eurya amplexifolia）为山茶科柃木属下的一个种。

### 特徵
灌木或小乔木，高3-5米，全株除萼片外，均无毛；树皮灰褐色，稍平滑；嫩枝红褐色或淡绿褐色，具2棱，小枝灰褐色；顶芽披针形，渐尖。

## 扩展阅读
維基物種上的相關：穿心柃